# Fellinis Casanova
Fellinis Casanova (Originaltitel: Il Casanova di Federico Fellini) ist ein italienisches Filmdrama von Federico Fellini aus dem Jahr 1976 nach der Autobiografie Geschichte meines Lebens (französ. Originaltitel: Histoire de ma vie) von Giacomo Casanova, einem Abenteurer und Schriftsteller des 18. Jahrhunderts.

## Handlung
Der Film gliedert sich in eine Reihe von Episoden, die auf einer freien Umgestaltung von Ereignissen und Begegnungen aus der Autobiographie Casanovas basieren.
Beim Karneval in Venedig soll in einer prunkvollen Zeremonie in Anwesenheit des Dogen der riesige Kopf der Göttin Luna aus der Tiefe des Canal Grande auftauchen. Doch die Zugseile reißen und der Kopf versinkt wieder in der Tiefe. Die Augen der Luna leuchten im dunklen Wasser auf, ein Bild, das am Ende des Films wieder zitiert wird. Der Untergang der Göttin wird als böses Omen gewertet. Im folgenden Trubel erhält der maskierte Casanova ein Billet zugesteckt, das ihn zu einem Stelldichein auf einer Insel in der Lagune einlädt.
Dort findet er die Nonne Maddalena, mit der er Sex hat, während eine mechanische Spieluhr in Gestalt eines goldenen Hahns ihr Programm ablaufen lässt und der französische Botschafter als Voyeur durch ein Loch in der Wand zuguckt. Nach Ende des akrobatische Formen annehmenden Geschlechtsverkehrs versucht Casanova, sich dem Botschafter als Diplomat, Wissenschaftler und Alchemist zu empfehlen, was diesen aber offenbar nicht interessiert, denn er hat sich bereits entfernt.
Auf dem Heimweg von diesem Rendezvous wird Casanova verhaftet und in die berüchtigten Bleikammern geworfen, wo er sich seiner vergangenen erotischen Abenteuer erinnert, darunter der Verführung von Anna Maria, einem blutarmen Mädchen, das er in einer Stickerei-Manufaktur kennengelernt hatte, deren Räume er für diskrete Treffen mit einer fettsteißigen Dame nutzte.
Nach seiner Flucht aus den Bleikammern muss Casanova ins Exil nach Frankreich gehen. Dort ist er Gast der sehr reichen und sehr alten Madame d’Urfé, die sich danach sehnt, die unsterbliche Seele eines Mannes zu erlangen. Casanova bietet ihr seine Hilfe durch eine sexualmagische Operation an. Hierbei muss er auf Grund der mangelnden Attraktivität seiner greisen Gastgeberin die Unterstützung seiner mit dem Hintern wackelnden Helferin Marcolina als Erektionshilfe beanspruchen.
Es folgt die Begegnung mit Henriette, der großen Liebe Casanovas, die in Begleitung eines ungarischen Offiziers in Männerkleidung durch Italien reist. Mit der inzwischen wieder als Dame gekleideten Henriette besucht Casanova eine Gesellschaft des exzentrischen Marquis Du Bois im Herzogtum Parma.
Die Gäste bilden eine seltsame Mischung aus frivolen Franzosen und in strenges Schwarz gekleideten Spaniern. Finster blickend verfolgt das Publikum eine kleine Oper aus der Feder des homosexuellen Marquis: Er selbst verfolgt im blau schillernden Insektenkostüm einen goldenen Schmetterling die in zierlichen Ballettschrittchen über die Bühne hüpft. Schließlich überwältigt der Marquis den Jüngling und saugt ihn, von Liebeshunger getrieben, aus. Kurz darauf wird Casanova zu seinem größten Bedauern durch höhere Mächte von Henriette getrennt.
In seiner Verzweiflung denkt er daran, Mönch zu werden oder sich umzubringen, was zu einer Episode in London Jahre später überleitet. Casanova, von Mutter und Tochter Charpillon ruiniert, syphiliskrank und impotent, ist an einem Tiefpunkt seiner Existenz angelangt und versucht, sich in der Themse zu ertränken. Der Anblick einer von zwei Kleinwüchsigen begleiteten Riesin (dargestellt von Sandra Elaine Allen, der damals größten Frau der Welt) ruft ihn ins Leben zurück. Er folgt dem Trio auf einen Jahrmarkt. Die Hauptattraktion ist ein riesiger, hölzerner Wal, in dessen Maul die Besucher steigen. Im Inneren werden von einer Laterna Magica projizierte Bilder gezeigt, die nur ein Thema haben: der weibliche Schoß – als Krake, als verschlingender Strudel, oder die in der Scham verborgene grinsende Teufelsfratze. Casanova findet hier die Riesin wieder, die in Schaukämpfen auftritt. Er besticht ihre Diener und beobachtet sie heimlich in ihrem Zelt, wo sie mit ihren Puppen spielt und mit den Kleinwüchsigen badet. Am nächsten Morgen ist der Jahrmarkt verschwunden.
Die nächste Station ist Rom, wo Casanova im Palast des Lord Talou eine wüste Orgie erlebt. Er lässt sich auf ein Wettvögeln ein und wählt hierzu die Geliebte des Hausherrn, Romana, als Partnerin. Durch den Verzehr von 19 rohen Eiern und angeblich durch seine kulturelle Überlegenheit gewinnt er den Wettbewerb gegen den Kutscher Righetto.
In Bern wird der Frauenheld im Haus des Entomologen Moebius plötzlich krank, nachdem er die Töchter des Forschers beim Aufspießen von Larven beobachtet hat. Isabella und ihre Schwester pflegen ihn gesund. Der genesene Casanova verliebt sich in Isabella und verabredet ein Treffen mit ihr im „Gasthof zu den drei Mohren“ zu Dresden. Von Isabella versetzt, vertreibt er sich die Zeit in Gesellschaft der Sängerin und Hure Astrodi und der buckligen Susanne, die auf ihm die Nacht durch bis zur Erschöpfung reitet. Von Geilheit überwältigt geben sich alle Bewohner des Gasthofs einer Orgie hin.
Am Abend singt Astrodi in der Dresdner Oper und Casanova bleibt nach Ende der Vorstellung. Im leeren Theater begegnet Casanova seiner alten Mutter, die darauf wartet, dass sie ein Diener zur Kutsche hinaus trägt. Sie sprechen miteinander, doch Casanova vergisst, sie nach ihrer Adresse zu fragen. Er reist weiter von Hof zu Hof durch Europa und landet schließlich am Hof des Herzogs von Württemberg, einer surrealen Hochburg der Barbarei: aus Humpen Wein saufende, uniformierte Deutsche brüllen und schwadronieren herum, in der Ecke sitzt mit kindischem Grinsen an einer Muschel lauschend der debile Herzog und die Kultur an diesem Hof besteht aus „Orgelkanonaden“. In diesem Chaos findet Casanova die Puppe Rosalba, ein mechanisches Geschöpf, das ihn verzaubert. Er geleitet Rosalba zu seinem Schlafgemach und vollzieht unter den Klängen der mechanischen Spieluhr einen ebenso mechanischen Koitus mit der Automatenfrau.

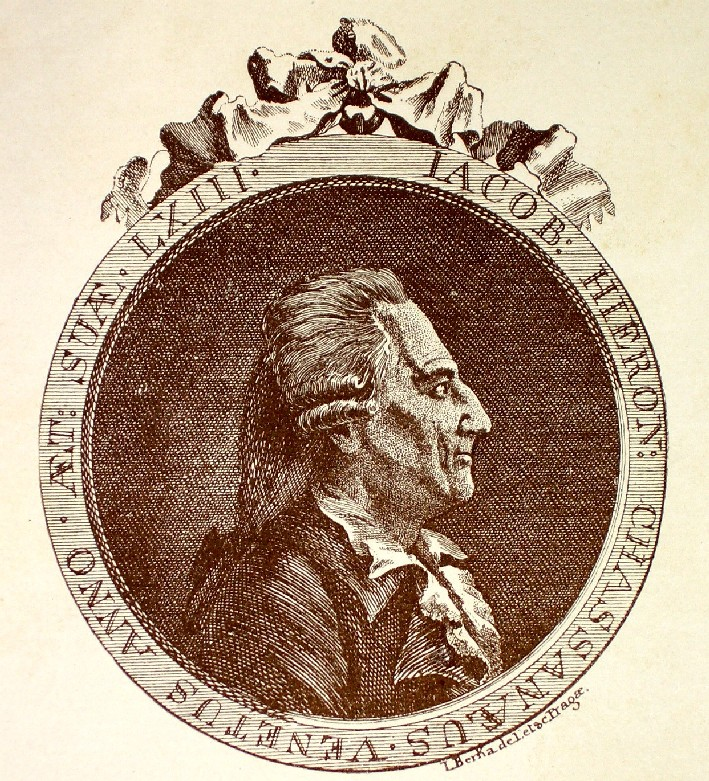
Porträt Casanovas als Frontispiz seines Romans Icosameron, das auch in einer Filmszene bei den Aborten von Schloss Dux erscheint.

Die letzte Station Casanovas ist die Stelle als Bibliothekar des Grafen Waldstein auf Schloss Dux in Böhmen. Der Held erinnert sich hier schreibend seines Lebens. Er erscheint der Grafschaft als verstaubtes Relikt einer vergangenen Epoche. Casanovas Arroganz und seine Marotten provozieren Quälereien seitens der Dienerschaft unter Führung von Feldkircher, dem Hausmeister auf Schloss Dux. Das Ende erwartet ihn in seinem Zimmer, an der Wand steht mit gebrochenem Flügel der goldene Hahn seiner Spieluhr, draußen pfeift der Wind des böhmischen Winters und Casanova erinnert sich eines Traumes: Der Canal Grande ist zugefroren, und auf der weiten Eisfläche tanzt Casanova mit der Automatenfrau Rosalba – und tief unter dem Eis leuchten die Augen der versunkenen Göttin Luna.

## Kritiken
Der Spiegel sah in dem Film eine Attacke auf den „Koitus-Kult“ der 1970er Jahre: Die pornographischen Erwartungen, die manche Zuschauer wohl hätten, würden jedes Mal „schlagend enttäuscht“: Die Sex-Szenen, bei denen Casanova – ein „Gefangener des Sexus“ – mit verlaufender Schminke und anscheinend hart arbeitend  „amore, amore“ keucht, würden „schallendes Gelächter“ hervorrufen, „bliebe es einem nicht gleich im Hals stecken“.
Ulrich Gregor schreibt, der Film zeige Casanova als „eitlen Hohlkopf“ und „traurige Marionette“, der nur auf Erfolgserlebnisse aus sei. Trotz der erkennbar karikaturistischen Absicht würde die Darstellung seiner absurden oder lächerlichen Liebesabenteuer aber „abgeschmackt und peinlich wirken“.

„Casanova erscheint als tragikomischer Held, der in einer hermetischen Masken- und Kulissenwelt zum Opfer eines selbstauferlegten sexuellen Leistungsdrucks wird. Zwischen Mitleid und Demaskierung schwankend, porträtiert Fellini am Beispiel einer Einzelfigur eine dekadente Gesellschaft, die, von der wirklichen Welt isoliert, ihre Angst vor dem Tod hinter artifiziellen ästhetischen Ritualen versteckt.“

„Aus einer ursprünglichen Abneigung gegen den legendären Frauenheld und seine Memoiren entstanden, ist Fellinis Werk teils Selbstporträt des Künstlers, der den Planet Frau betrachtet, teils eine Reise ans Ende der Nacht, da Fellinis Casanova Lüsternheit ohne Leidenschaft, Akrobatik betreibt, ein trauriger Mensch ist. Bezeichnend ist der während der Akte angestellte vergoldete mechanisch kreisende Vogel, ein Metronom der Liebe.“

## Auszeichnungen
Oscar 1977, USA
- Oscar in der Kategorie Bestes Kostümdesign für Danilo Donati
- Nominierung in der Kategorie Bestes adaptiertes Drehbuch für Federico Fellini und Bernardino Zapponi

David di Donatello 1977, Italien
- David di Donatello in der Kategorie Beste Musik für Nino Rota

British Academy Film Award 1978, Großbritannien
- BAFTA Award in der Kategorie Bestes Kostümdesign für Danilo Donati
- BAFTA Award in der Kategorie Beste Ausstattung für Danilo Donati und Federico Fellini
- Nominierung in der Kategorie Beste Kamera für Giuseppe Rotunno

## Hintergrund
Der Film wurde komplett in den Cinecittà-Studios in Rom gedreht.